# Addio per sempre
Addio per sempre è un film italiano del 1957, diretto da Mario Costa.

## Trama
Napoli. Salvatore Improta è un commerciante napoletano, sposato con figli, scopre che la moglie ha una relazione con un altro uomo, dopo aver ucciso l'amante della moglie scappa in America, dove farà fortuna. Dopo tanti anni ritorna a Napoli e rincontra la figlia Tina, divenuta cantante di tabarin, e con un suocero che la ripudia...

## Produzione
Il film è ascrivibile al filone dei melodrammi sentimentali, comunemente detto strappalacrime, poi ribattezzato dalla critica con il termine neorealismo d'appendice, molto popolare tra il pubblico italiano negli anni cinquanta, sebbene all'epoca già entrato nella sua fase declinante.